# Comuna Noșlac, Alba
Noșlac (în maghiară: Marosnagylak, în germană: Grosshaus) este o comună în județul Alba, Transilvania, România, formată din satele Căptălan, Copand, Găbud, Noșlac (reședința), Stâna de Mureș și Valea Ciuciului.

## Demografie
Componența etnică a comunei Noșlac
     Români (75,32%)
     Maghiari (11,75%)
     Romi (3,14%)
     Alte etnii (0%)
     Necunoscută (9,78%)
Componența confesională a comunei Noșlac
     Ortodocși (75,51%)
     Reformați (11,32%)
     Penticostali (1,05%)
     Alte religii (1,78%)
     Necunoscută (10,34%)
Conform recensământului efectuat în 2021, populația comunei Noșlac se ridică la 1.625 de locuitori, în scădere față de recensământul anterior din 2011, când fuseseră înregistrați 1.661 de locuitori. Majoritatea locuitorilor sunt români (75,32%), cu minorități de maghiari (11,75%) și romi (3,14%), iar pentru 9,78% nu se cunoaște apartenența etnică. Din punct de vedere confesional, majoritatea locuitorilor sunt ortodocși (75,51%), cu minorități de reformați (11,32%) și penticostali (1,05%), iar pentru 10,34% nu se cunoaște apartenența confesională.

## Politică și administrație
Comuna Noșlac este administrată de un primar și un consiliu local compus din 11 consilieri. Primarul, Florin  Claudiu Zilahi[*], de la Partidul Național Liberal, este în funcție din 2016. Începând cu alegerile locale din 2024, consiliul local are următoarea componență pe partide politice:
|  | Partid                                 | Consilieri | Componența Consiliului | Componența Consiliului | Componența Consiliului | Componența Consiliului | Componența Consiliului |
|  | -------------------------------------- | ---------- | ---------------------- | ---------------------- | ---------------------- | ---------------------- | ---------------------- |
|  | Partidul Național Liberal              | 5          |                        |                        |                        |                        |                        |
|  | Partidul Social Democrat               | 3          |                        |                        |                        |                        |                        |
|  | Uniunea Democrată Maghiară din România | 2          |                        |                        |                        |                        |                        |
|  | Uniunea Salvați România                | 1          |                        |                        |                        |                        |                        |

În perioada 2008–2012, primarul comunei a fost Silviu Vințeler.

## Atracții turistice
- Biserica de lemn "Sfinții Arhangheli Mihail și Gavriil" din satul Copand, construcție 1803, monument istoric
- Biserica de lemn "Sfinții Arhangheli Mihail și Gavriil", din satul Găbud, construcție 1776, monument istoric
- Biserica de lemn "Sfinții Arhangheli Mihail și Gavriil" din satul Noșlac, construcție 1802, monument istoric
- Biserica reformată-calvină din Noșlac, construcție secolul al XIII-lea, monument istoric
- Biserica reformată din Copand, construcție secolul al XVII-lea
- Sit arheologic, Noșlac